# Пуебла-де-ла-Рейна
Пуебла-де-ла-Рейна (ісп. Puebla de la Reina) — муніципалітет в Іспанії, у складі автономної спільноти Естремадура, у провінції Бадахос. Населення — 859 осіб (2010).
Муніципалітет розташований на відстані близько 280 км на південний захід від Мадрида, 80 км на схід від Бадахоса.

## Демографія
Динаміка населення (INE ):